# Malia Bouattia
 (février 2017).
Malia Bouattia, née en mars 1987 à Norwich est une militante algéro-britannique et présidente de National Union of Students (en) (NUS), le plus puissant des syndicats estudiantins au Royaume-Uni de 2016 à 2017.

## Biographie
Malia Bouattia est originaire de Constantine dans l'Est de l'Algérie,. Sa famille a quitté le pays durant la décennie noire, et s'est installée dans le comté de Norfolk en Angleterre. Son père Brahim, universitaire, travaille actuellement pour un cabinet de conseil en gestion internationale. Elle a deux sœurs plus jeunes qu'elle, Hannah et Yasmin. La famille a ensuite déménagé à Birmingham, la ville où Malia Bouattia a poursuivi sa scolarité et a étudié à l'université de Birmingham.
Femme militante très engagée pour la cause palestinienne et la défense des droits des femmes. Se spécialisant dans les études post-coloniales, branche de la sociologie tachant de déconstruire un discours hérité de la période coloniale, elle se bat activement pour les mouvements de décolonisation. Elle s'est notamment mobilisée dans le mouvement « Rhodes Must fall » qui militait pour enlever la statue de Cecil Rhodes, homme d'affaires fervent défenseur de l'impérialisme britannique, à l'université de Cape Town.
Le 20 avril 2016, Malia Bouattia est élue à 29 ans comme première présidente musulmane du plus gros syndicat étudiant du Royaume-Uni, la National Union of Students (NUS) qui fédère plus de 600 associations étudiantes. Lors de la conférence nationale du syndicat, elle remporte 372 voix, devançant l'ancienne présidente Megan Dunn qui a obtenu 328 votes. Son élection provoque des critiques au sein du syndicat, certains estimant Malia Bouattia — qui avait notamment considéré l'université de Birmingham comme un « avant-poste sioniste » — antisémite,. Après son élection, 26 syndicats locaux tiennent des élections sur leur maintien au sein de la NUS ; seuls trois quittent finalement l'union mais de nombreux votes sont serrés,.
Après un an de mandat, Malia Bouattia se représente à la tête du syndicat. N'obtenant que 272 voix sur 721, elle est battue par Shakira Martin (en), qui rassemble 402 voix et 56 % des suffrages.